# Allen Curtis
Allen Curtis (New York, 1887 – Hollywood, 24 novembre 1961) è stato un regista e sceneggiatore statunitense attivo negli anni Dieci e nei primi anni Venti.

## Biografia
Esordì nel cinema come regista nel 1913, il suo ultimo film fu, nel 1922, A Powder Romance. Nel corso della sua breve carriera cinematografica durata neppure dieci anni, Curtis firmò circa 280 pellicole come regista, una ventina come sceneggiatore e un paio da produttore. Tra gli attori con cui lavorò, si segnalano i nomi di Louise Fazenda, Lon Chaney e la regina dei serial, Grace Cunard.

## Filmografia

### Regista
- Poor Jake's Demise (1913)
- The Statue (1913)
- His Priceless Treasure (1913)
- The Tramp Dentists (1913)
- Throwing the Bull (1913)
- Love and Limburger  (1913)
- Mike and Jake Among the Cannibals (1913)
- Mike and Jake at College  (1913)
- Almost an Actress  (1913)
- Mike and Jake at the Beach  (1913)
- Mike and Jake in the Oil Fields  (o The Stinger Stung)  (1913)
- Mike and Jake Go Fishing (1913)
- Lazy Louis (1913)
- Mike and Jake in the Wild, Wild West (1913)
- A Pair of Bears (1913)
- Mike and Jake in Mexico (1913)
- The Joy Riders (1913)
- Mike and Jake as Heroes (1913)
- For Art and Love (1913)
- Mike and Jake as Pugilists (1913)
- She Should Worry (1913)
- Mike and Jake in Society (1913)
- Their Little Ones (1914)
- Mike and Jake Live Close to Nature (1914)
- Saving the Child (1914)
- The Mystery of a Taxicab (1914)
- Mike and Jake Join the Army (1914)
- Heaven Will Protect the Working Girl (1914)
- A Freak Temperance Wave (1914)
- Nell'anno 2014 (In the Year 2014) (1914)
- Love and Politics (1914)
- The Midnight Alarm (1914)
- The Chicken Chasers (1914)
- A Narrow Escape (1914)
- The Tender Hearted Sheriff (1914)
- The Lightweight Champion (1914)
- Ma and Pa Play Poker (1914)
- Some Boy (1914)
- A Mexico Mix (1914)
- Won in the First (1914)
- Mike and Jake Go in for Matrimony (1914)
- Pay the Rent (1914)
- The Headwaiter (1914)
- The Luck of Hog Wallow Gulch (1914)
- Charlot innamorato (1914)
- Schultz the Paperhanger (1914)
- Mike and Jake in the Clutch of Circumstances (1914)
- How Green Saved His Mother-in-Law (1914)
- A Narrow Squeak (1914)
- Luttie's Lovers (1914)
- The Sharps Want a Flat (1914)
- A Boarder's Mishaps (1914)
- The Bucket Sharpers (1914)
- Roll Your Peanu (1914)
- Schultz the Barber (1914)
- How Green Saved His Wife (1914)
- The Fascinating Eye (1914)
- The Strenuous Life (1914)
- Willy Walrus and the Baby (1914)
- The Magnets (1914)
- Their First Anniversary (1914)
- Bess the Detectress in the Old Mill at Midnight (1914)
- Mike Searches for His Long-Lost Brother (1914)
- The Cure (1914)
- The Fatal Letter (1914)
- Willy Walrus, Detective (1914)
- Love and Electricity (1914)
- Bess the Detectress in Tick, Tick, Tick - cortometraggio (1914)
- Captain Kid's Priceless Treasure (1914)
- Bess the Detectress in the Dog Watch (1914)
- Love, Roses and Trousers (1914)
- Willy Walrus and the Awful Confession (1914)
- His Wife's Family (1914)
- Jimmy Kelly and the Kidnappers (1914)
- The Polo Champions (1914)
- The Wooing of Bessie Bumpkin (1914)
- Wifie's Busy Day (1914)
- The Third Party (1914)
- That's Fair Enough (1914)
- Her Twin Brother (1914)
- What Happened to Schultz? (1914)
- Pass Key Number Two (1914)
- The Diamond Nippers (1914)
- The Little Auto-Go-Mobile (1914)
- Well! Well!  (1914)
- Father's Bride (1914)
- Oh! What's the Use? (1914)
- The Monkey's Cabaret (1914)
- Beau and Hobo (1914)
- Jam and Jealousy (1914)
- For the Hand of Jane (1914)
- Love and Graft (1914)
- Jane's Lovers (1914)
- The New Butler (1914)
- In the Clutches of the Villain (1914)
- The Baseball Fans of Fanville (1914)
- Cruel, Cruel World! (1914)
- On Again, Off Again Finnegan (1914)
- Across the Court (1914)
- The Countless Count (1914)
- Mister Noad's Adless Day (1914)
- When Their Wives Joined the Regiment (1914)
- The Hoodoo (1914)
- Two Pals and a Gal (1914)
- The Frankfurter Salesman's Dream (1914)
- The De-feet of Father (1914)
- His Night Out (1914)
- Battle of the Nations (1914)
- The Tricky Flunkie (1914)
- He Married Her Anyhow (1914)
- Eccentric Comiques (1914)
- The Wise Guys (1914)
- A Dream of a Painting (1914)
- Genii of the Vase (1914)
- Love Disguised (1914)
- Lizzie's Fortune (1914)
- How Father Won Out (1914)
- His Doctor's Orders (1914)
- Love and Spirits (1914)
- Hot Stuff (1914)
- The Village Postmaster (1914)
- Two of a Kind (1915)
- Like Father, like Son (1915)
- A Political Mess (1915)
- The Butler's Baby (1915)
- Hubby's Cure (1915)
- The Hicktown Rivals (1915)
- Fools and Pajamas (1915)
- The Magic Mirror - cortometraggio (1915)
- He Fell in Love with His Mother-in-Law (1915)
- The Blank Note (1915)
- Wanted -- A Piano Tuner (1915)
- He Cured His Gou (1915)
- The Plumber Wins the Girl (1915)
- Won with Dynamite (1915)
- Fooling Father (1915)
- Love and Law (1915)
- Saved by a Shower (1915)
- The Water Cure (1915)
- Some Nightmare (1915)
- Back to School Days (1915)
- Schultz's Lady Friend (1915)
- The Rejuvenation of Liza Jane (1915)
- The Wrong Address (1915)
- Wedding Bells Shall Ring (1915)
- The Way He Won the Widow (1915)
- The Fatal Kiss (1915)
- Over the Bounding Waves (1915)
- The Runaway Auto (1915)
- A Day at the San Diego Fair (1915)
- The Lady Doctor of Grizzly Gulch (1915)
- Hiram's Inheritance (1915)
- Lady Baffles and Detective Duck in the Great Egg Robbery (1915)
- Lady Baffles and Detective Duck (1915)
- The Lover's Lucky Predicament (1915)
- How Billy Got His Raise (1915)
- Lady Baffles and Detective Duck in the Sign of the Sacred Safety Pin (1915)
- A Duke for a Day (1915)
- At the Bingville Booster's Barbecue (1915)
- Lady Baffles and Detective Duck in the 18 Carrot Mystery (1915)
- When Schultz Led the Orchestra (1915)
- The Mechanical Man (1915)
- Right Off the Reel (1915)
- Lady Baffles and Detective Duck in Baffles Aids Cupid (1915)
- Freaks (1915)
- Lady Baffles and Detective Duck in the Signal of the Three Socks (1915)
- A Duel at Dawn (1915)
- The Village Smithy (1915)
- Lady Baffles and Detective Duck in Saved by a Scent (1915)
- Their Bewitched Elopement (1915)
- A Dip in the Water (1915)
- Lady Baffles and Detective Duck in the Dread Society of the Sacred Sausage (1915)
- The Bravest of the Brave (1915)
- When Hiram Went to the City (1915)
- At the Beach Incognito (1915)
- He Couldn't Fool His Mother-in-Law (1915)
- He Couldn't Support His Wife (1915)
- Lady Baffles and Detective Duck in the Ore Mystery (1915)
- Fifty Dollars a Kiss (1915)
- Lady Baffles and Detective Duck in When the Wets Went Dry (1915)
- No Babies Allowed (1915)
- A Millionaire for a Minute (1915)
- Pete's Awful Crime (1915)
- Lady Baffles and Detective Duck in The Lost Roll (1915)
- A Day at Midland Beach (1915)
- His Twentieth Century Susi (1915)
- Chills and Chickens (1915)
- Lady Baffles and Detective Duck in Kidnapping the King's Kids (1915)
- Dad's Awful Deed (1915)
- Mrs. Prune's Boarding House (1915)
- Slightly Mistaken (1915)
- Stage Struck (1915)
- Lemonade Aids Cupid (1916)
- Those Female Haters (1916)
- Mrs. Green's Mistake (1916)
- Leap and Look Thereafter (1916)
- Love Laughs at the Law (1916)
- Muchly Married (1916)
- It Nearly Happened  (1916)
- His Highness, the Janitor (1916)
- Hubby Puts One Over (1916)
- The Jitney Driver's Romance (1916)
- A Wife for a Ransom (1916)
- A Raffle for a Husband (1916)
- A Stage Villain (1916)
- A Dark Suspicion (1916)
- Love Quarantined (1916)
- The Fall of Deacon Stillwaters (1916)
- Bashful Charley's Proposal (1916)
- An All Around Cure (1916)
- The Harem Scarem Deacon (1916)
- She Was Some Vampire (1916)
- I've Got Yer Numbe (1916)
- Kate's Lover's Knots (1916)
- She Wrote a Play and Played It (1916)
- Soup and Nuts (1916)
- You Want Something (1916)
- A Marriage for Revenge (1916)
- The Elixir of Life (1916)
- The Heritage of Valor (1916)
- The Deacon Stops the Show (1916)
- In Onion There Is Strength (1916)
- Father Gets in Wrong (1916)
- It's Cheaper to Be Married (1917)
- Good Morning Nurse (1917)
- It's Cheaper to Be Single (1917)
- A Bare Living (1917)
- The Woman in the Case (1917)
- His Family Tree (1917)
- Flat Harmony (1917)
- Swearing Off (1917)
- Simple Sapho (1917)
- Making Monkey Business (1917)
- A Burglar's Bride (1917)
- Not Too Thin to Fight (1917)
- The Twitching Hour (1917)
- The Paperhanger's Revenge (1917)
- Kitchenella (1917)
- Some Nurse (1917)
- The Soubrette (1917)
- The Stinger Stung (1917)
- Back to the Kitchen (1917)
- The Vamp of the Camp (1917)
- Mrs. Madam, Manager (1917)
- Busting Into Society (1917)
- A Gale of Verse (1917)
- Short Skirts and Deep Water (1917)
- Nearly a Queen (1917)
- Circus Sarah (1917)
- Marble Heads (1917)
- The Masked Marvels (1917)
- Her Naughty Choice (1917)
- The Wart on the Wire (1917)
- The Tightwad - cortometraggio (1917)
- I Quit! (1917)
- The Shame of the Bullcon (1917)
- Acqua nel cervello(Water on the Brain) (1917)
- By Heck, I'll Save Her (1918)
- Cave Man Stuff  (1918)
- Who's to Blame? (1918)
- Ship, Oy, Oy! (1918)
- Watch Your Watch (1918)
- Nothing but Nerve (1918)
- A Kitchen Hero (1918)
- The Shifty Shoplifter (1918)
- It's a Cruel World (1918)
- Who's Your Wife?  (1918)
- Butter Again (1918)
- Passing the Bomb (1918)
- The Borrowed Baby (1918)
- The Butler's Blunder (1918)
- Oh! Man! (1918)
- A Hero 'n Everything (1920)
- Three Pairs of Stockings (1920)
- A Thousand a Week (1921)
- Those Dog Gone Kids (1921)
- The Gay Deceiver (1922)
- A Powder Romance (1922)

### Sceneggiatore
- The Cheese Special (1913)
- He Couldn't Fool His Mother-in-Law (1915)
- He Couldn't Support His Wife (1915)
- No Babies Allowed (1915)
- Dad's Awful Deed (1915)
- Slightly Mistaken (1915)
- Those Female Haters (1916)
- Mrs. Green's Mistake (1916)
- Love Laughs at the Law (1916)
- It Nearly Happened (1916)
- Hubby Puts One Over (1916)
- A Wife for a Ransom (1916)
- A Stage Villain (1916)
- A Dark Suspicion (1916)
- Love Quarantined  (1916)
- Bashful Charley's Proposal (1916)
- She Was Some Vampire (1916)
- A Marriage for Revenge (1916)
- Nearly a Queen (1917)
- Circus Sarah (1917)
- Three Pairs of Stockings (1920)
- The Gay Deceiver, regia di Allen Curtis (1922)

### Produttore
- The Thousand-Dollar Drop (1917)
- Flat Harmony (1917)

### Attore
- His Priceless Treasure (1913)